# Honungsbär
Honungsbär (Melicoccus bijugatus) är en kinesträdsväxtart som beskrevs av Nikolaus Joseph von Jacquin. Melicoccus bijugatus ingår i släktet Melicoccus och familjen kinesträdsväxter. Utöver nominatformen finns också underarten M. b. alata.
Arten naturliga utbredningsområde ligger i norra Sydamerika i regionen Guyana och i Venezuela. Växten introducerades dessutom på Antillerna, i Hawaii och i Florida.
Trädet hittas vanligen i områden med basisk eller klippig mark. Årsnederbörden bör ligga mellan 750 och 1500 mm och det behövs en kortare torr period för växtens blomning. Nederbörden kan vara lite intensivare och den torra perioden kan sträcka sig över upp till fem månader. Melicoccus bijugatus växer i låglandet och i låga bergstrakter upp till 1200 meter över havet. Det full utvecklade trädet tål kortare tider med frost. Växten utvecklas bäst i öppna landskap samt i trädgårdar, stadsparker och som gatuträd.
Melicoccus bijugatus blir vanligen 6 till 15 meter hög men enskilda exemplar blir upp till 30 meter höga. Arten är lövfällande. Allmänt är varje exemplar antingen av honkön eller av hankön men enskilda träd är hermafrodit. Arten utvecklar nektar i blommorna och därför antas att den pollineras av bin eller av andra insekter. Denna teori behöver bekräftelse. Befruktade träd utvecklar klotrunda frukter som har en diameter av 2,0 till 3,5 cm och som väger 10 till 25 g. Hos mogna frukter är fruktens hölje gulgrönt. Fruktköttets färg kan variera mellan orange och laxrosa och i varje frukt förekommer ett frö.
Frukten kan ätas färsk eller pressas till juice.